# Senso proibito
Senso proibito è un film italiano del 1995 diretto da Tani Capa.

## Trama
Andrea Conti è un fotografo dalle grandi capacità che ritiene ormai conclusa la sua esperienza in tale ambito data la sua intenzione di intraprendere la carriera cinematografica. Alla ricerca di finanziamenti per il film che ha intenzione di produrre viene però assorbito dal medesimo mondo di compromessi e cortigianeria che si era prefissato di abbandonare. Ma le relazioni sentimentali e professionali di Andrea, anziché frantumarsi, si consolidano dando vita a un insieme di ricatti, gelosie e sotterfugi in cui vengono coinvolti tutti i protagonisti della storia.

## Distribuzione
L'opera è stata distribuita in formato DVD a partire dal 2005.
La visione del film è consigliata solo a un pubblico adulto.